# Соланас, Валери
Валери Джин Соланас (англ. Valerie Jean Solanas; 9 апреля 1936 — 25 апреля 1988) — американская писательница и драматург, радикальная феминистка, наиболее известная своим покушением на художника Энди Уорхола в 1968 году. Её главным произведением является выпущенный в 1967 году «SCUM Manifesto» («Манифест общества полного уничтожения мужчин», также «Манифест отбросов») — сатирический трактат о биологическом и социальном превосходстве женского пола над мужским, призывающий женщин создать собственное государство, уничтожив «дефектных» мужчин, за исключением тех, которые приносят пользу.

## Биография
Валери Соланас родилась 9 апреля 1936 года в Атлантик-Сити и была старшей из двух дочерей в семье бармена Луиса Соланаса и его жены Дороти Бионди. Позже она утверждала, что отец насиловал её. Она росла в среде рабочих, ходила в общеобразовательную светскую, а затем и в церковно-приходскую школу. После того, как её родители развелись, она некоторое время жила с бабушкой и дедушкой со стороны матери, а потом мать забрала её к себе в Вашингтон. Уже в школьные годы Валери отличалась агрессивностью: для исправления поведения её отправили в католический пансион Святого Креста (Holy Cross Academy), однако не прошло и года, как её исключили оттуда за нападение на монахиню. В пансионе Валери получила и первый лесбийский опыт.
В 15 лет Валери, жившая фактически на улице, сумела окончить среднюю школу Оксон-Хилл в штате Мэриленд. После этого она поступила в Мэрилендский университет в Колледж-Парке на психологический факультет и окончила его в 1958 году. По собственному утверждению, Валери зарабатывала деньги на учёбу проституцией, однако известно, что у неё была постоянная работа в лаборатории университета, где она и обнаружила «научное подтверждение» своих теорий о биологической дефектности и ненормальности мужского пола. В 1959 году она поступила в Университет Миннесоты с целью получения магистерской степени, однако бросила его — по одним источникам, из-за того, что захотела сменить обстановку, по другим — из-за того, что сочла атмосферу университета мизогинистичной. После этого она начала переезжать из города в город, зарабатывая на жизнь официанткой, попрошайничеством и проституцией. Предположительно, в этот период она забеременела и родила сына, отдав его на усыновление, однако неизвестно, в какое именно время это произошло: когда Валери училась в школе или уже после её поступления в университет. Сама Соланас отрицала факт рождения ребёнка.

### SCUM Manifesto
В 1967 году Соланас написала и стала самостоятельно издавать свою самую известную работу — «SCUM Manifesto». В ней она утверждала, что мужчина биологически и социально является низшим, неполноценным существом, промежуточным звеном между женщиной и обезьяной. Кроме того, мужчины, по мнению Соланас, стремятся стать женщинами и «завидуют влагалищу» (в противоположность фрейдистскому психоанализу, широко применявшемуся в XX веке, где женщины «завидуют половому члену»). В целом же мужчины повинны в существовании войн, предрассудков, отрицании дружбы и любви, умственных расстройствах детей и утаивании научных знаний о превосходстве женщин, а потому должны быть уничтожены как низшие существа, за исключением тех, кто «упорно работает на собственное уничтожение». Кроме того, Соланас утверждала, что счастливое общество может и должно существовать без выполнения его членами какой-либо работы, без армии и без семейных ячеек, а также резко высказывалась против «вечно зажатых и запуганных, суетливых, неспособных к аналитическому мышлению и объективности» женщин, которые не в состоянии разглядеть ничтожность мужчин.
Существует популярная расшифровка слова «SCUM» (буквально «мразь», «дрянь») как аббревиатуры словосочетания «Society for Cutting Up Men» — «Общество уничтожения мужчин» («Общество полного уничтожения мужчин»). Эта расшифровка была предложена издателем «Манифеста», однако в тексте его не говорится ни о каком сообществе или организации. Слово «SCUM», согласно тексту, обозначает «властных, спокойных, уверенных в себе, непристойных, агрессивных, эгоистичных, независимых, гордых, ищущих острых ощущений, неуправляемых, высокомерных женщин», которые, по мнению Соланас, и считаются в современной культуре «стервами». Соланас не задумывала слово «SCUM» как аббревиатуру и отвергала подобные предположения.
Мнения американских критиков по поводу того, чем считать «Манифест» Соланас, разделились. Одни видели в ней пародию на патриархальный строй и фрейдистскую теорию женственности, своеобразный перевёртыш, в котором слово «мужчина» заменено на «женщина». Текст «Манифеста», по их мнению, содержит все клише фрейдистского психоанализа: появление одного из полов в результате биологической случайности, ущербность одного пола по сравнению с другим и «зависть к пенису», превратившуюся в «зависть к влагалищу». Другие критики сочли текст «Манифеста» мужененавистническим. Сама Соланас утверждала, что «Манифест» является сатирическим произведением и написан для того, чтобы вызвать дискуссию. Согласно другим источникам, Соланас отрицала, что работа была «постановкой», и утверждала, что ее намерения были «совершенно серьезными».

## Покушение на Уорхола
3 июня 1968 года Соланас отправилась в офис Энди Уорхола и выстрелила в него. Уорхол получил 3 пули в живот, но выжил. Остальные присутствующие отделались более лёгкими ранениями. Вечером того же дня Соланас добровольно сдалась уличному регулировщику. Она протянула ему два пистолета и заявила: «Меня ищет полиция. Я стреляла в Энди Уорхола. Он слишком контролировал мою жизнь». Уорхол отказался давать против неё показания. За «предумышленное нападение с намерением нанести ущерб» суд приговорил Валери Соланас к трём годам лишения свободы и принудительному лечению в психиатрической больнице.

## Смерть
25 апреля 1988 года, в возрасте 52 лет, Соланас умерла от эмфиземы лёгких в отеле «Бристоль» в округе Тендерлойн города Сан-Франциско. Она пережила Уорхола на год и два месяца.